# Wakanda
Wakanda — це вільний вебфреймворк для розробки веб та мобільних застосунків мовою JavaScript. Він включає сервер баз даних (WakandaDB), фреймворк мовою JavaScript (WAF) і Wakanda Studio, інтегроване середовище розробки.
Wakanda підтримується на Linux, Windows та Mac OS і дозволяє хмарну роботу для бекенду.

## Платформа
Платформа Wakanda складається з:
- Wakanda Server (також називається WakandaDB), імплементація серверного JavaScript, що підтримує модулі CommonJS для кросплатформової сумісності.
- Wakanda Studio, десктопне IDE та редактор WYSIWYG для керування таблицями базами даних, формами, звітами і логікою, що разом дозволяють всім цим частинам працювати разом як вебзастосунок.
- Wakanda Application Framework (WAF), містить модуль для комунікації з сервером, інтерфейс віджетів для роботи фронт-енду в браузері, а також проміжні шари для зв'язку цих компонентів.

## Історія
Історія проєкту почалась 2008 року із сервера, який було презентовано на конференції The Ajax Experience у 2009 році і того ж року на JSConf.eu. Закрита презентація для розробників пройшла у 2010 році, включаючи Wakanda Studio з модулем Model Designer та користувацьким інтерфейсом для дизайнера. Wakanda стала публічною у червні 2011-го, коли вийшло нове прев'ю для розробників, конференція називалась «Wakanday — JS.everywhere» і пройшла у Бостоні у жовтні 2011 року, а перша бета-версія з'явилась 15 грудня того ж року.
28 червня 2012 року першу версію Wakanda було офіційно запущено. 26 жовтня 2012 року можливості фреймворку було продемонстровано на конференції JS.everywhere(), що проходила у США та Франції.
Беручи участь у роботі групи розробників CommonJS з 2009 року, команда створила «клієнтські та серверні API для JavaScript» для співтовариства W3C у квітні 2012 року, а у жовтні 2012-го приєднались до W3C.
Компанія Wakanda SAS створена у грудні 2014 року. 7 грудня 2015 року було запущено Wakanda Digital App Factory.

## Архітектура
Wakanda Server працює з модулями CommonJS, Web Workers, Web Storage, XMLHttpRequest, файловим API для HTML5, Blobs, Timers. 
Модуль WakandaDB для NoSQL підтримує доступ через HTTP, взявши за приклад OData REST API.
Wakanda підтримує деякі з модулів Node.js: EventEmitter, Socket та TLS. Wakanda включає також багато інших модулів. Wakanda Server побудовано на JavaScriptCore, ICU, OpenSSL та Zlib.
Wakanda Studio та Framework створені на WebKit, jQuery, jQuery UI та Raphaël. З січня 2015 року Wakanda використовує V8 JavaScript Engine для роботи Wakanda Server.